# Кордонська Марія Євтихіївна
Марія Євтихіївна Кордонська (7 січня 1924, с. Валя-Адинка Кам'янського району Молдавської АРСР — 3 вересня 1985, там же) — радянський працівник сільського господарства, ланкова колгоспу «Нова зоря» Кам'янського району Молдавської РСР.

## Біографія
Народилася 7 січня 1924 року у селі Валя-Адинке Кам'янського району Молдавської АРСР в селянській родині.
У 1948 році протягом усього періоду сільськогосподарських робіт члени ланки, очолюваної Марією Кордонською, щодня виконували по 2–3 норми. Її ланка з вирощування тютюну виростила по 24,7 центнера тютюну сорту «Трапезонд» з кожного з 3 гектаров.
Займалася громадською діяльністю — обиралася депутатом Верховної Ради Молдавської РСР III скликання.
Померла 3 вересня 1985 року на своїй батьківщині.

## Нагороди
- Указом Президії Верховної Ради СРСР від 24 червня 1949 року М.Є. Кордонській присвоєно звання Героя Соціалістичної Праці з врученням ордена Леніна і Золотої медалі «Серп і Молот».